# Richard Feynman
Richard Phillips Feynman (n. 11 mai 1918, Far Rockaway⁠(d), Queens, New York, SUA – d. 15 februarie 1988, Los Angeles, California, SUA) a fost un fizician american. A exercitat o influență semnificativă, nu numai în fizică, dar și în alte domenii ale cunoașterii umane.
Este unul dintre cei care au extins considerabil teoria electrodinamicii cuantice. A participat la Proiectul Manhattan și a fost membru al comisiei de investigare a dezastrului navetei spațiale Challenger. A primit Premiul Nobel pentru Fizică în anul 1965, împreună cu Sin-Itiro Tomonaga și Julian Schwinger, „pentru opera lor fundamentală din electrodinamica cuantică, cu consecințe cu impact profund în fizica particulelor elementare.”

## Biografie
Pentru întreaga sa muncă la dezvoltarea electrodinamicii cuantice, Feynman a fost unul din laureații Premiului Nobel pentru fizică în 1965, alături de Julian Schwinger și Sin-Itiro Tomonaga.
În afara domeniului fizicii teoretice, Richard Feynman este creditat cu crearea conceptului revoluționar de computer cuantic, precum și cu explorarea timpurie a acestuia.
În domeniul pedagogiei și al oratoriei, Richard Feynman fost un dascăl remarcabil, un pedagog desăvârșit, educând multe generații de viitori profesioniști, fizicieni și matematicieni, dar și popularizând cu același talent remarcabil fizica și aspectele morale și etice ale științei.
Latura sa artistică a fost demonstrată de pasiunea cu care a demonstrat că a fost atât un muzician amator talentat dar și un conferențiar foarte apreciat în popularizarea problemelor fizicii, științei și responsabilității oamenilor de știință.  Astfel, un seminar de popularizare din anul 1959, referitor la nanotehnologie, numit, într-o traducere aproximativă, Există loc suficient la bază (în engleză, There's Plenty of Room at the Bottom⁠(d)) precum și prelegerile sale transcrise, The Feynman Lectures on Physics, un compendiu în trei volume, au devenit cvasi-instantaneu, după lecturarea și publicarea lor, „clasice”.
Feynman este, de asemenea cunoscut datorită numeroaselor sale aventuri, care au fost detailate în cărți precum ar fi: Surely You're Joking, Mr. Feynman!, What Do You Care What Other People Think?⁠(d) și Tuva or Bust!⁠(d). Richard Feynman a fost, din multe puncte de vedere, un excentric și un spirit liber.